# Цойгер, Якоб
Якоб Цойгер (нем. Jakob Zeugheer, в старых русских источниках Цейгеер, известен также как Джеймс З. Херрман, англ. James Z. Herrmann; 20 июля 1803, Цюрих — 15 июня 1865, Ливерпуль) — швейцарский и британский скрипач, дирижёр и композитор. Брат архитектора Леонхарда Цойгера.
Сын музыкального педагога. Начав заниматься музыкой у своего отца, в дальнейшем учился игре на скрипке у Генриха Йозефа Вассермана, а в 1818 г. отправился в Мюнхен, где его учителем скрипки стал Фердинанд Френцль, а наставником по композиции — Йозеф Гретц. Вероятно, уже в этот период Цойгер много сочинял, однако сохранилась только рукопись написанной в 1820 г. симфонии до мажор Op. 15, впервые исполненной в Цюрихе двумя годами позднее и созданной под заметным влиянием Йозефа Гайдна. Сам Цойгер к этому времени ненадолго переместился в Вену, где знакомство с музыкой Людвига ван Бетховена стало для него сильнейшим музыкальным впечатлением на всю жизнь, и датированная октябрём 1823 г. увертюра до минор, написанная в Вене, отчётливо указывает на это (это сочинение, по-видимому, не исполнялось при жизни автора и прозвучало впервые лишь в 2009 году под управлением дирижёра Томаса Рёснера). В Вене же под впечатлением от игры струнного квартета Игнаца Шуппанцига Цойгер решил основать струнный квартет и уговорил трёх своих мюнхенских соучеников, с которыми до этого уже играл вместе, — вторую скрипку Йозефа Векса, альтиста Карла Баадера и виолончелиста Йозефа Лиделя — отправиться в гастрольный тур. Для поездки по городам Южной Германии этот коллектив решил именоваться квартетом братьев Херрман, хотя в родстве музыканты не состояли. Особенность концертной программы квартета состояла в том, что все четверо инструменталистов выступали также как певцы, превращаясь из струнного квартета в вокальный (Цойгер — партия баса), что делало их выступления уникальными. Гастрольное турне «братьев Херрман» оказалось многолетним: вслед за Германией они направились в Швейцарию, в 1825 гг. выступали в Нидерландах (включая ещё не отделившуюся Бельгию), в начале 1826 г. дали несколько концертов в Париже, в том числе исполнили струнный октет Луи Шпора вместе с подлинно семейным квартетом Александра Буше и его сыновей.
На протяжении 1826—1830 гг. Цойгер во главе квартета братьев Херрман гастролировал по Великобритании, посетив множество городов, от курортов Корнуолла до Ирландии; в 1828 г. Йозефа Векса заменил Антон Попп. В 1830 г., устав от кочевой жизни, квартет распался, после чего Цойгер и альтист Баадер обосновались в Ливерпуле. Оба предпочли сохранить выдуманную фамилию Херрман, оставив настоящие фамилии в качестве второго имени. Джеймс Херрман первоначально занялся частной педагогической практикой (у него, в частности, брал уроки Генри Чорли, в дальнейшем крупный музыкальный критик). Затем в 1831—1838 гг. он руководил престижным любительским оркестром в Манчестере. К 1830-м гг. относится ряд камерных и вокальных сочинений, частично опубликованных в Германии.
В 1843 г. Ливерпульское филармоническое общество, основанное тремя годами ранее, пригласило Джеймса Херрмана занять пост главного дирижёра. Фактически он выступил основателем оркестрового коллектива, обогатил репертуар произведениями Гайдна и Бетховена, провёл в 1849 г. инаугурацию построенного для оркестра концертного зала с участием Чарльза Галле, Альфредо Пиатти и Г. В. Эрнста, а с Феликсом Мендельсоном вёл переписку о создании последним гимна для хора и оркестра в честь этого события (замысел не осуществился из-за смерти композитора). Усилия Херрмана по профессионализации ливерпульского оркестра не достигли цели в полной мере (в значительной степени по финансовым причинам). Он оставался руководителем Ливерпульского филармонического общества до конца жизни, в последний раз выступив с оркестром в марте 1865 года.
У Цойгера-Херрмана было 17 детей. Среди его внуков — художник Линдсей Бернард Холл и писатель Ричард Уиттингтон-Иган.